# Echoes (Fire!-Orchestra-Album)
Echoes ist ein Jazzalbum des Fire! Orchestra von Mats Gustafsson. Die im März 2022 im Atlantis-Studio in Stockholm entstandenen Aufnahmen erschienen am 14. April 2023 als  Doppel-CD- bzw. Dreifach-LP-Album auf Rune Grammofon.

## Hintergrund
Ein Jahrzehnt nach der Veröffentlichung ihres ersten Albums Exit! (2013) veröffentlichte das Fire! Orchestra sein erstes Album nach der COVID-19-Pandemie, Echoes, das siebte Album insgesamt. Im Vergleich zu früheren Besetzungen, die noch nie mehr als dreißig Musiker umfassten, besteht diese Ausgabe des Fire! Orchestra aus 43 Mitgliedern. Das Herzstück von Echoes ist das Titelstück selbst, das in sieben Teilen über das Album verteilt ist. Bei seiner Konzertpremiere beim Stockholm Jazz Festival im Oktober 2022 lief das Stück fast zwei Stunden; hier dauert es weniger als 85 Minuten.
Kernstück des Fire! Orchestra des Saxophonisten Mats Gustafsson ist eine zum Trio reduzierte Gruppe von ihm selbst geschaffener Elektronik, Johan Berthling am Bass und Andreas Werliin am Schlagzeug, zu der sich zahlreiche weitere Musiker gesellen.
Echoes nutzt die vertraute Instrumentierung, die ein Orchester normalerweise ausmacht – Streicher, Blech- und Holzbläser, Kontrabass – und stellt die Ausführung jedes Elements auf den Kopf, notierte Olaf Maikopf. Die Gruppe, umfasse 43 internationale Mitglieder, darunter ständige Mitarbeiter der Formation wie die Sängerin Mariam Wallentin, den Trompeter Niklas Barnö und die Altsaxophonistin Anna Högberg; als Neuzugang kam der Tenorsaxophonist Joe McPhee hinzu.

## Titelliste
- Fire! Orchestra: Echoes (Rune Grammofon RLP3231)[3]

1. ECHOES: I See Your Eye, Part 1 9:46
2. ECHOES: Forest without Shadows 12:09
3. ECHOES: To Gather It All. Once. 15:46
4. Sliding Whisper of Pain 3:48
5. ECHOES: Lost Eyes in Dying Hand 13:57
6. Welcoming You. Drinking Your Dream. 3:34#
7. ECHOES: A Lost Farewell 14:29
8. Nothing Astray. All Falling. 4:16
9. In Those Veins. A Silvernet. 03:40
10. ECHOES: Cala Boca Menino 10:49
11. Double l´Loneliness 2:08
12. Respirations 2:32
13. Not Yet Born. The Blind Courage of Life. 5:47
14. ECHOES: I See Your Eye, Part 2 07:25

Die Kompositionen stammen von Mats Gustafsson.

## Rezeption
Die Musik auf Echoes klinge knirschend und schwer, das Orchester hämmere Ein-Akkord-Riffs wie eine Ramme in den Boden, meinte Phil Freeman (Ugly Beauty/Stereogum), der das Album zu den zehn besten Alben des Jahres zählte.  Die Musik des Orchesters sei üppig, tranceinduzierend und theatralisch, mit mehreren Sängern, zusätzlichen Bläsern, Streichern und mehr. Es verwirbele Jazz, Soul und moderne Klassik zu etwas, das den Autor im besten Fall an die Arbeit des Improvisationsensembles Burnt Sugar des 2021 verstorbenen Greg Tate erinnere. Auf dieser Veröffentlichung würden insgesamt 43 Musiker ein einziges zweistündiges Stück spielen, das in sieben Sätze und sieben Zwischenspiele unterteilt ist, mit Streichern des Blaxploitation-Soundtracks der frühen 1970er-Jahre, einem tiefen Bass-Groove, viel Gesang und einigem mehr an muskulösem Solospiel von Gustafsson.

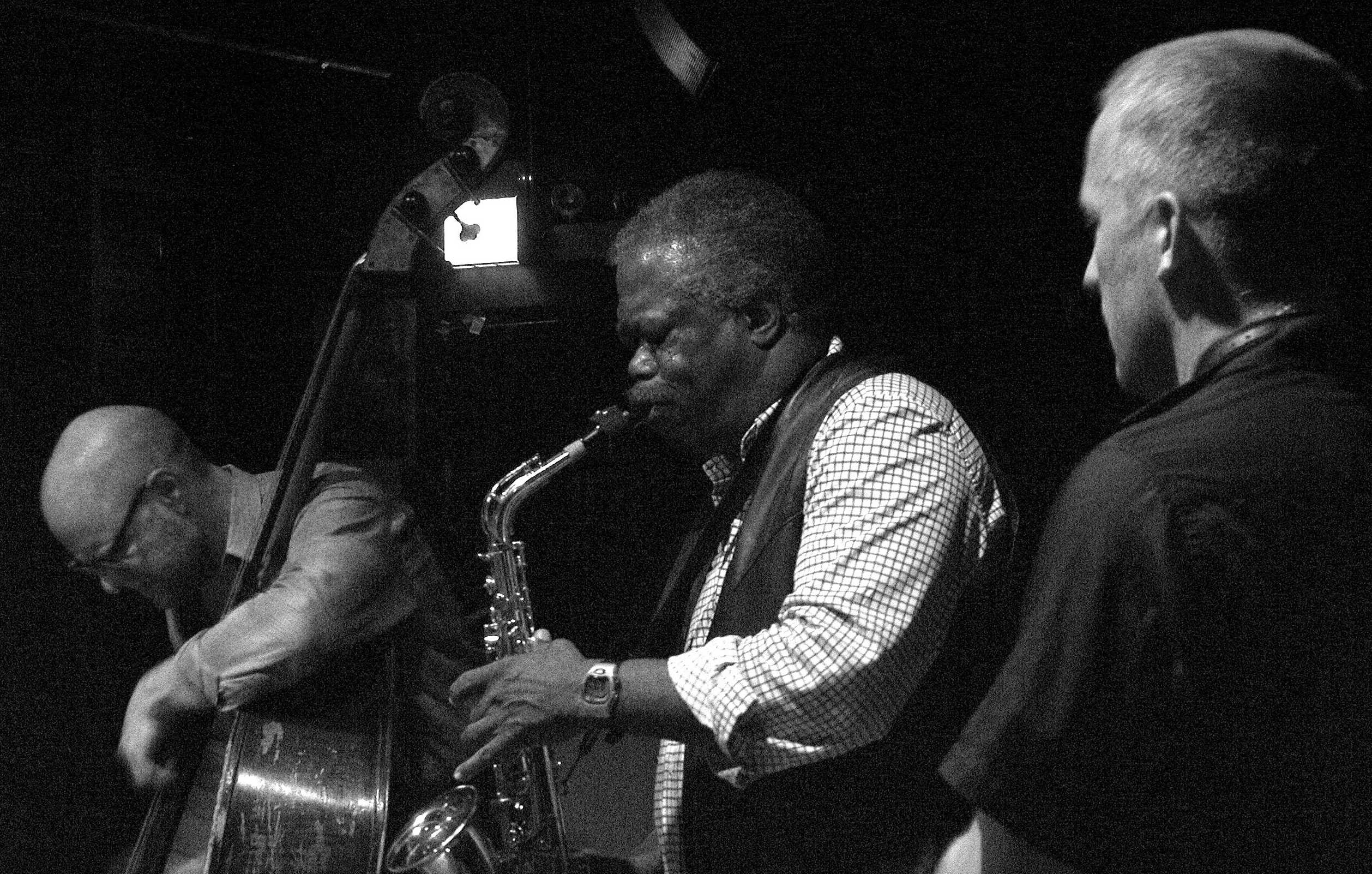
Mats Gustafsson (rechts) mit Joe McPhee (Mitte) und Kent Kessler (2005)

Von den sieben Stücken verfügten vier über Gesang, was ihnen und dem Album eine angenehme Atmosphäre verleihe, schrieb John Eyles in All About Jazz. Der vielleicht überraschendste Titel von allen sei „Echoes: I see your eye, part 2“ mit dem Fire! Orchester-Neuzugang Joe McPhee mit Gesang und Tenorsaxophon. Der Titel habe die Form einer amüsanten Hommage an einen namentlich nicht genannten verstorbenen, großen Jazzmeister; beim Anhören werden sich viele Jazz-Liebhaber vielleicht ihre eigene Meinung über die Identität des Themas bilden, aber McPhee würde so viele Ablenkungsmanöver in die Texte werfen, dass es praktisch unmöglich sei, ihn zu identifizieren. Als Ganzes gehört und beurteilt, sei dies ein Album, das über genügend Abwechslung und gute Musikalität verfüge, um ein äußerst breites Spektrum an Musikliebhabern zu unterhalten.
Das schwedische Kollektiv beschwöre mit Echoes „die Dissonanz zwischen Schönheit und Angst, mit einer morbid-verführerischen Zerstörung musikalischer Konventionen“, urteilte Olaf Maikopf in Jazz thing. Die Gruppe verfolge eine Vision, um ein kalkuliertes Chaos um ein rhythmisches Grundgerüst herum zu erzeugen. Dabei kämen sie sowohl George Russells als auch Carla Bleys Orchesterwerken nahe. Doch das Fire! Orchestra würde noch weitergehen, füge auch Elemente afrikanischer Musik, zeitgenössischer Elektronik, klassische Streicherparts und gelegentliche Gesangsparts dazu. Bei dieser vielleicht einschüchternden Fülle sei es die Leistung der Musiker, in den 14 Stücken trotzdem einen organischen und enorm detaillierten Klang zu schaffen. Echoes sei ein ausuferndes Werk, das den Hörer in einer kolossalen Umarmung einhülle. Für diejenigen, die bereit seien, ihr Unbehagen auszuhalten, sei die Belohnung groß.

## Besetzung
Mariam Wallentin: Gesang (3); David Sandström: Gesang (5); Tomas Öberg: Gesang (10); Joe McPhee: Gesang (14), Tenorsaxophon (5); Josefin Runsteen: Violine; Anna Lindal: Violine; Mein Hellgren: Cello; Amalie Stalheim: Cello; Goran Kajfeš: Trompete, Zugtrompete; Niklas Barnö: Trompete; Susana Santos Silva: Trompete; Tobias Wiklund: Trompete; Mats Äleklint: Posaune; Maria Bertel: Posaune; Per Åke Holmlander: Tuba; Heiða Karine Jóhannesdóttir Mobeck: Tuba; Per Ruskträsk Johansson: Sopraninosaxophon, Bassflöte; Anna Högberg: Altsaxophon, Flöte; Signe Krunderup Emmeluth: Altsaxophon; Julia Strzalek: Altsaxophon, Flöte; Lars-Göran Ulander: Altsaxophon, Flöte; Mette Rasmussen: Altsaxophon, Flöte; Fredrik Ljungkvist: Tenorsaxophon; Elin Forkelid: Tenorsaxophon; Alberto Pinton: Baritonsaxophon, Klarinette, Bassflöte; Daniel Gahrton: Baritonsaxophon, Flöte; Dror Feiler: Altsaxophon, Soprillo, Slide-Saxophon, Flöte und Glocken; Per Texas Johansson: Oboe, Fagott, Bassklarinette, Kontrabassklarinette, Flöte; Christer Bothén: Bassklarinette, Guembri, Donso n ́goni; Isak Hedtjärn: Klarinette; Andreas Röysum: Bassklarinette, Klarinette, Flöte; Martin Hederos: Fender Rhodes, Orgel; Alex Zethson: Klavier, Synthesizer; Sten Sandell: Klavier; Kjell Nordeson: Vibraphon, Glockenspiel; Mats Lindström: Elektronik; Reine Fiske: Gitarre; Niklas Fite: Banjo; Elsa Bergman: Kontrabass; Juan Romero: Schlagzeug, Berimbau; Mats Gustafsson: Baritonsaxophon, Flöten, Leitung; Johan Berthling: Kontrabass, E-Bass; Andreas Werliin: Schlagzeug.